# جام انگلستان-اسکاتلند
جام انگلستان-اسکاتلند مسابقاتی بود که برای تیم‌های لیگ فوتبال انگلیس و اسکاتلند در طول تابستان برای چندین سال در دهه ۱۹۷۰ ترتیب داده شد. این جام در سال ۱۹۷۵ به عنوان تجسم جدیدی از جام تکزاکو، با قالبی مشابه با مدل قبلی خود، اما تنها شامل باشگاه‌هایی از انگلستان و اسکاتلند، ایجاد شد.
این رقابت تمام تلاش خود را برای حفظ وضعیت یک تورنمنت سطح بالا انجام داد. نیوکاسل یونایتد از مسابقات ۱۹۷۶–۷۷ به دلیل بازی ضعیف در بازی اول یک چهارم نهایی خود در برابر ایر یونایتد اخراج شد. با این حال، در طول سال‌ها، شرکت‌کنندگان انگلیسی به طور فزاینده‌ای از دسته‌های پایین‌تر جذب می‌شدند و در سال ۱۹۸۱، باشگاه‌های اسکاتلندی کنار رفتند زیرا مردم علاقه چندانی به مسابقات نشان نمی‌دادند. چسترفیلد به عنوان برنده نهایی، هنوز جام را در دست دارد و در اتاق جام‌های آنها نمایش داده می‌شود. این رقابت، تنها با باشگاه‌های انگلیسی، به عنوان جام گروهی لیگ فوتبال ادامه یافت.
در فصل ۱۸۷-۸۸، تلاشی برای احیای رقابت به عنوان چالش انگلیسی-اسکاتلندی انجام شد و دارندگان جام حذفی انگلیس و اسکاتلند در مقابل یکدیگر قرار گرفتند، اما پس از حضور ضعیف در بازی رفت بین کاونتری سیتی و سنت میرن، مسابقه به حالت تعلیق درآمد و بازی دوم هرگز انجام نشد.
پیروزی ناتینگهام فارست در فینال ۱۹۷۶-۷۷ بر اورینت، اولین قهرمانی آنها تحت مدیریت برایان کلاف بود، که بعداً اظهار داشت که مسابقات را جدی می‌گرفت (در حالی که بسیاری از باشگاه‌های دیگر این کار را نکردند) و آن را سکوی پرشی برای موفقیت آینده فارست می‌دانست. آنها یک عنوان لیگ دسته اول و دو جام اروپا را در سه فصل بعدی کسب کردند. کلاف موضع مشابهی در مورد قهرمانی قبلی این رقابت‌ها یعنی جام تکزاکو اتخاذ کرده بود و آن را با دربی کانتی در سال ۱۹۷۲ به دست آورد، همان سالی که آنها را به اولین قهرمانی لیگ خود رساند.

## فرمت
قالب مسابقات در طول شش سال وجود خود ثابت ماند و در واقع فرمت آن مانند آخرین نسخه پیشرو آن، جام تکزاکو بود.
شانزده باشگاه انگلیسی در چهار گروه چهار تیمی به رقابت پرداختند که برندگان هر گروه به مرحله یک چهارم نهایی راه یافتند. باشگاه‌ها با هر یک از تیم‌های دیگر گروه خود یک بار بازی کردند، با دو امتیاز برای یک برد، یک امتیاز برای تساوی، و یک امتیاز پاداش برای هر تیمی که سه یا بیشتر گل در یک مسابقه به ثمر رساند.
هشت باشگاه لیگ اسکاتلند یک دور حذفی رفت و برگشت انجام دادند که در مجموع برندگان هر بازی به مرحله یک چهارم نهایی راه یافتند. برای مرحله کلی یک چهارم نهایی، هر باشگاه در برابر یک باشگاه از کشور دیگر جفت شد و مسابقات سپس در قالب حذفی، با هر تساوی (از جمله فینال) در دو بازی انجام شد.
در سال‌های اولیه، حدود نیمی از باشگاه‌های انگلیسی از لیگ دسته اول آن فصل (به استثنای باشگاه‌هایی که در اروپا بازی می‌کردند) انتخاب می‌شدند، اگرچه با کاهش مشارکت در سال‌های آخر مسابقات، تنها دو یا سه تیم سطح بالای انگلیسی بازی می‌کردند و بیشتر تیم‌ها از دسته سوم و چهارم بودند.

## لیست قهرمانان
| فصل     | قهرمان          | نتیجه کلی | نایب قهرمان    |
| ------- | --------------- | --------- | -------------- |
| ۷۶–۱۹۷۵ | میدلزبرو        | ۱–۰       | فولام          |
| ۷۷–۱۹۷۶ | ناتینگهام فارست | ۵–۱       | اورینت         |
| ۷۸–۱۹۷۷ | بریستول سیتی    | ۳–۲       | سنت میرن       |
| ۷۹–۱۹۷۸ | برنلی           | ۴–۲       | اولدهام اتلتیک |
| ۸۰–۱۹۷۹ | سنت میرن        | ۵–۱       | بریستول سیتی   |
| ۸۱–۱۹۸۰ | چسترفیلد        | ۲–۱       | نوتس کانتی     |